# Майкъл Джъд
Майкъл Джъд (на английски: Michael Judge) е ирландски професионален играч на снукър, роден на 12 януари 1975 година в Ирландия.

## Кариера
Най-голямото постижение на Майкъл Джъд в кариерата е достигането до полуфинал на Гран При през 2004 г.
Достига 3 пъти до основната схема на Световното първенство по снукър. Най-доброто му класиране на този шампион е участието във втория кръг през 2001 г., където побеждава в първия кръг Nick Dyson с 10 – 7 фрейма, но отпада след загуба от Кен Дохърти с 13 – 7 фрейма. През 2002 г. губи в първия кръг на основната схема от Питър Ебдън с 10 – 4, а през 2008 г. е победен в същата фаза на турнира от Райън Дей с 10 – 6 фрейма.
През сезон 2006/2007 Майкъл Джъд се изкачва с 10 места в ранглистата ранглиста до 34-то, след като само преди няколко сезона преди това (2002/2003)заемаше най-доброто си класиране – 24-та позиция.
През 2008 г. Майкъл Джъд достига до първия кръг на Открито първенство по снукър на Уелс. Там след победи в предварителните кръгове над Найджъл Бонд с 5 – 4 фрейма и Греъм Дот със същия резултат отстъпва на Стивън Лий в първия кръг на основната схема след 5 – 2 фрейма.